# Diatora lissonota
Diatora lissonota är en stekelart som först beskrevs av Henry Lorenz Viereck 1912.  Diatora lissonota ingår i släktet Diatora och familjen brokparasitsteklar. Inga underarter finns listade i Catalogue of Life.